# Chalcides striatus
Chalcides striatus är en ödleart som beskrevs av  Cuvier 1829. Chalcides striatus ingår i släktet Chalcides och familjen skinkar. Inga underarter finns listade i Catalogue of Life.
Exemplaren når en kroppslängd (huvud och bål) av upp till 20 cm och därtill kommer en upp till 25 cm lång svans. Typisk är små extremiteter med tre fingrar respektive tår som nästan är osynliga. Grundfärgen är brunaktig med 9 till 13 mörkare längsgående strimmor.
Denna ödla förekommer på Iberiska halvön och längs Medelhavet fram till nordvästra Italien. Den saknas i större delar av östra Spanien. Exemplaren lever i låglandet och i bergstrakter upp till 1800 meter över havet. De vistas i buskskogar, gräsmarker och på odlingsmark. Honor lägger inga ägg utan föder upp till 12 levande ungar per tillfälle. Individerna håller från hösten till senare våren vinterdvala. De gömmer sig i jordhålor. Födan utgörs av insekter, daggmaskar och andra ryggradslösa djur.
De regionala bestånden hotas av landskapsförändringar. Några individer dödas av människor som tror att arten är giftig. Hela populationen bedöms som stor. IUCN kategoriserar arten globalt som livskraftig.